# Lietzia
Lietzia é um género botânico pertencente à família Gesneriaceae.

## Espécies
Lietzia brasiliensis

## Nome e referências
Lietzia Regel & E.Schmidt